# NGC 2016
NGC 2016 је расејано звездано јато у сазвежђу Трпеза које се налази на NGC листи објеката дубоког неба.
Деклинација објекта је - 69° 56' 30" а ректасцензија 5h 31m 36,0s. Привидна величина (магнитуда) објекта NGC 2016 износи 10,4 а фотографска магнитуда 10,6. NGC 2016 је још познат и под ознакама ESO 56-SC142.